# 迫川尚子
迫川 尚子（さこかわ なおこ）は、種子島生まれの写真家。新宿駅東口ルミネエスト地階にあるパブ兼カフェ、 ビア&カフェBERGの共同経営者であり、同店で副店長を務める。本人はベルクが本業であるとしている。写真家としての代表作は『日計り』（ひばかり）。

## 概要
鹿児島県の種子島生まれ。名古屋、熱海、東京など親の転勤によって各地に移り住んだ経験を持つ。小学生時代からのココ・シャネルへの憧れから、人間の体や立体の造形を学ぶため女子美術大学短期大学部造形科衣服デザイン教室を卒業。その後テキスタイルデザイナーとして子供服製造会社で約4年働いた頃、田島征三の絵本『しばてん』（偕成社、1971年）、長谷川集平の代表作とされる絵本『はせがわくんきらいや』（すばる書房、1976年）に出会い、絵本出版社へ転職を決めた。
絵本出版社に在職中の1988年、弟のカメラを持って旅行した際、岩手の種山ヶ原を撮影した瞬間に「何か得体のしれないものが入りこんでくるような感覚」、あるいは「自分が見ているだけでなく何かに見られているという感覚」に襲われ、写真について考え始める。その後、写真家・東松照明の自費出版作品『日本』（1967年）に感銘して写真の表現力を知り、さらに写真学校・現代写真研究所（所長は写真家の英伸三）の年次作品集の写真で、自らの写真観と異なる作品を発見。これを契機に絵本出版のかたわら四谷三丁目の同研究所第16期生として夜間のコースに4年間通った。

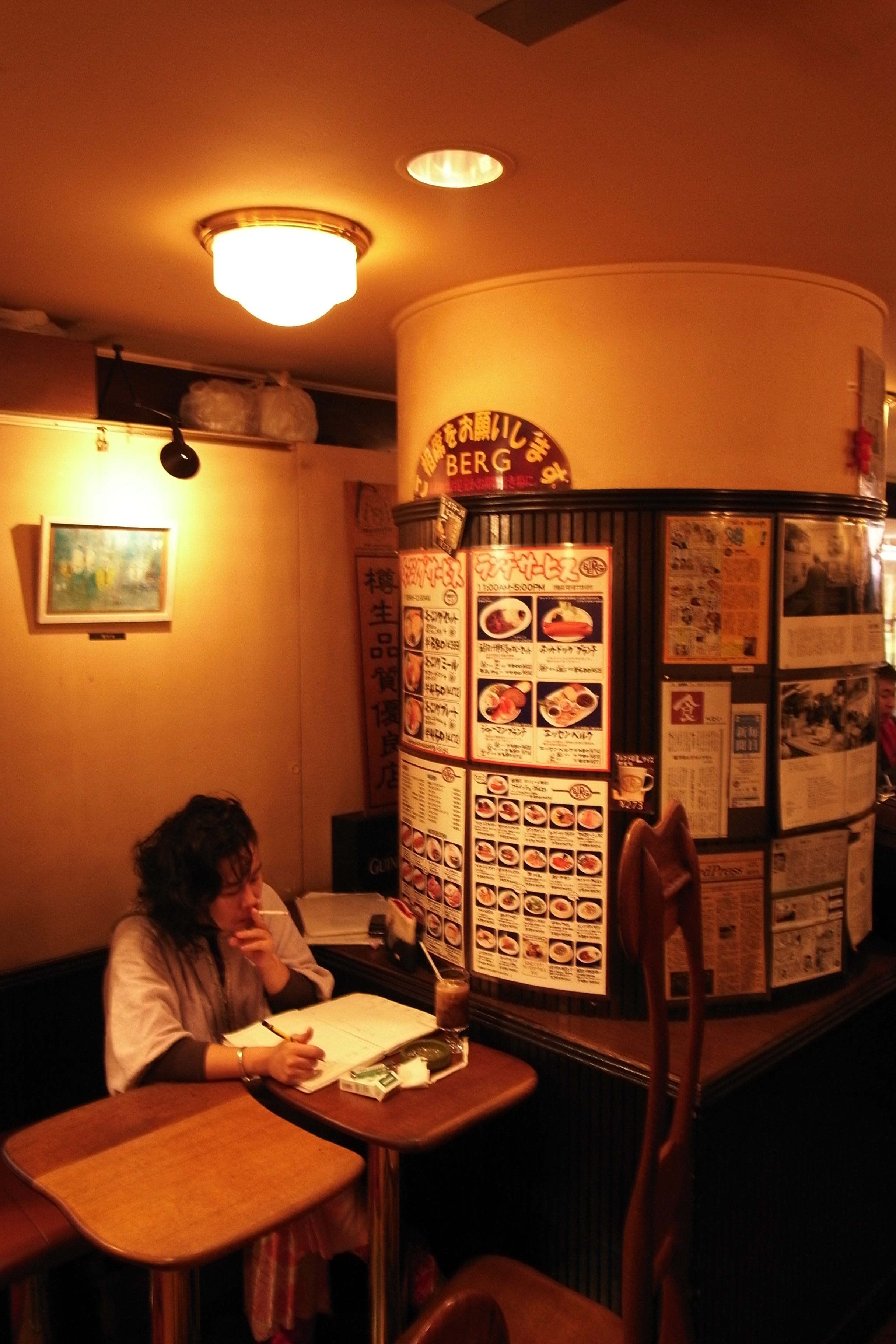
ビア&カフェBERG、店内の一角

撮影が面白いと自覚しはじめた頃、新宿駅東口マイシティ（現・ルミネエスト）にある、昼間は喫茶店で夜はパブを営業する「ビア &カフェBERG」の店長・井野朋也から、同店の共同経営の誘いを受け、当初は絵本出版の仕事に魅力を感じていたため一旦は断ったものの、写真撮影と同店の仕事を両立させようと考えて引き受けた。
ベルクは、脱サラした音楽好きの詩人・北野恭が名曲喫茶と銘打ち、もともと公衆電話が並んでいた新宿駅東口すぐの場所を改造し、アルコールを出さない純喫茶の店として1970年に開店した個人経営の喫茶店である。初代経営者の意向でシェーンベルクのベルクを店名とした。初代経営者の息子・井野朋也は1990年に父親から経営権を受け継ぎ、セルフサービスのドイツ風カフェ兼パブに業種転換。迫川は経営者として同店の取締役副店長を務めている。
副店長とはいうものの、大手のドトールコーヒーなどのチェーン店とは異なり零細な個人店だったため、大手資本と対抗するため、食材探しや、店内の壁を利用した月替わりの写真展を開催するなど、店舗の形態から営業方針まで手がける。年中無休に近い「ビア&カフェBERG」の仕事をこなしつつ、ほぼ13年間、毎日店を抜け出して新宿の街の撮影を続ける間に、新しい東京都庁舎ができるなど街並みは変貌を遂げた。主に路地裏や裏道、新宿駅西口地下道にあったホームレスが住むダンボールハウス群（いわゆるダンボール村）や、ダンボールハウスに描かれた絵画など、いわば新宿の陰の部分をひたすら撮り続ける。特にダンボール村は1996年1月24日早朝のテレビ番組で強制排除の報道に接して以後、毎日訪れて写真を撮影した。迫川は、自らの店・ベルクを利用して写真展を開いている。
迫川の写真を評価した現代写真研究所講師・写真家の金瀬胖（かなせ ゆたか）に勧められ、ダンボール十箱分撮り貯めた作品から写真集『日計り Shinjuku,day after day　迫川尚子写真集』（新宿書房）を発表。同じ題材の作品『新宿』（月曜社、2002年）を発表していた写真家・森山大道に挨拶に出向き、「帯紙」のキャッチコピーを依頼している。
写真集『日計り』について、写真評論家の飯沢耕太郎は迫川を評して、「光の微妙な変化に鋭敏に感応する体質」だと述べ、新宿の街や人の描写が季節感や街の手触りを捉えた作品だと評価したが、これに対し迫川は「私自身、狙っているのは、実は、光なのかも知れないと思うこともあります」と述べている。また迫川は利き酒師（?酒師）の資格を持っており、写真家の英伸三は「魔物が潜んでいそうな新宿の街を軽やかなフットワークで自在に歩き回り、鋭い?酒師の感覚で、我が街として捉えた」、文芸評論家の?秀実は、写真集『日計り』が描写しているのは、「生活」や「労働」ではなく、「端的に『無為』であると言えよう」とそれぞれ述べ、ブックデザイナーの鈴木一誌は?秀実に付け加え、迫川の路地を撮影した写真が「無為」であるとともに「間隙」ないし「透き間」、「あそび」と表現し、写真集『日計り』は、労働を迫川にしかにしかできないやり方で描いたことで、同じ新宿を題材にした森山大道の作品と「一線を画したと感じる」と分析している。
迫川は、米国が行った2003年3月のイラク侵攻前夜に写真家・本橋成一の作品をベルクの入り口に掲げ、店として反戦の意思を表す側面を併せ持っている。利き酒師のほかに、調理師、アートナビゲーターの資格も持っている。

## 主なイベント
- 2004年2月16日 『日計り』出版記念パーティー @ ビア&カフェBERG[22]
- 2005年7月16日『トークショー「写真家・迫川尚子の視点　～私が新宿地下道を撮った理由」』 （新宿区柏木地域センター、主催: 新宿区ダンボール絵画研究会[23][15]）
- 2005年8月1日 - 9月30日「ダンボール村　-96.1.24-98.2.14-」 ビア&カフェBERG（ルミネエスト新宿、主催: 晴山商事株式会社、深瀬記念視覚芸術保存基金）
- 2005年8月13日「ライブペインティング　一寸法師」東京都庁南展望室（ペインター: 武盾一郎の「アートイベントライブペインティング ＋ アンビエント・ノイズ」）
- 2005年9月4日 - 9月25日「新宿の左目～新宿ダンボールハウス・ペインティングの記録～」 ナディッフ (Nadiff)[24][25]
- 2005年9月18日 - 10月10日「ダンボールに描く夢 - 新宿区ダンボール再生芸術研究会」 エコギャラリー新宿[26]
- 2007年1月「伝説のパーティー料理展」 ビア&カフェBERG[2]
- 2007年10月1日～31日 迫川尚子写真展「ETWAS」 ビア&カフェBERG
- 2007年10月2日～11日 迫川尚子写真展「ETWAS」コニカミノルタプラザ（新宿）[27]
- 2008年1月 迫川尚子写真展「予感」 ビア&カフェBERG[28]
- 2008年4月5日 - 5月6日 「PHOTO＋GRAPH展　-光の描画-」（2008年度女子美術大学同窓会企画展[5]。神奈川県相模原市「女子美アートミュージアム」 [29][30][31]）
- 2008年9月11日 - 16日「新東京物語～東京を見つめる展覧会～」（新宿中央公園内のエコギャラリー新宿）[32]
- 2008年10月13日 土屋トカチ監督映画『フツーの仕事がしたい』トークゲスト[33]
- 2009年7月 迫川尚子写真展「日日是写日」ビア&カフェBERG[34]
- 2009年10月10日 JRウォッチ（代表: 佐高信）主催の「みんなの力で追い出しストップ 　ベルク祝う会　in　新宿農協会館」（通称: ベルク祝う会）[35]に出席し、司会を務める。
- 2010年1月16日 - 2月26日 迫川尚子写真展「『日計り』 空隔の街・新宿」日本外国特派員協会[36][37]
- 2010年2月1日 - 28日 迫川尚子写真展　「プレイタイム」[38][39]
- 2010年3月8日 - 4月3日 迫川尚子写真展　「日計り」－空隔の街・新宿－ @ 渋谷 70 MANTAS[40]
- 2010年10月1日 - 『食の職～小さなお店ベルクの発想』刊行記念トークイベント[41] @ 新宿三越アルコット「ジュンク堂書店　喫茶コーナー」
- 2012年1月1日 - 2012年1月31日 迫川尚子写真展「種 tane」[42][43]@ ビア&カフェBERG
- 2012年7月1日 - 2012年7月31日　迫川尚子写真展「demo now」（反原発デモのスナップ）[44][45]@ ビア&カフェBERG
- 2013年4月26日 - 5月31日　迫川尚子写真展「新宿ダンボール村」  @ BIBLIOPHILIC&bookunion 新宿
- 2013年5月1日 - 2013年5月31日　迫川尚子写真展「新宿ダンボール村」[46]
- 2014年7月1日 - 7月31日　『日計り』刊行10周年記念　迫川尚子写真展 @ ビア&カフェBERG
- 2016年1月1日 - 1月31日 迫川尚子写真展 父迫川通夫の職場[47]
- 2016年2月6日 迫川尚子特別写真講座（現代写真研究所）[48]

## 文献
- 2004年1月 『日計り Shinjuku,day after day　迫川尚子写真集』新宿書房、ISBN 4880083062
  - 帯に「寺山修司が新宿のネルソン・オルグレンならば、迫川尚子は新宿のヴァージニア・ウルフである」とする森山大道が評価した言葉を掲載。
- 2005年10月 新宿区ダンボール絵画研究会（編）『新宿ダンボール絵画研究』、SWAP PUBLICATION（スワンプ パブリケーション）
- 2008年7月 井野朋也『新宿駅最後の小さなお店ベルク　個人店が生き残るには？』ブルース・インターアクションズ、2008年7月、ISBN 4860202775[49]
- 2008年7月「人物メモワール(76)　迫川尚子」（週刊金曜日 第712号。執筆: 佐高信）
- 2009年4月 迫川尚子インタビューと写真「消えたダンボール村の記録」（ムック『野宿モノというライフスタイル　強く生きることの力になる! 』ワールドフォトプレス、ISBN 978-4846527747）[50]
- 2010年8月 迫川尚子『食の職　小さなお店ベルクの発想』[51][52]ブルース・インターアクションズ、ISBN 978-4860204020
- 2013年4月 『新宿ダンボール村　迫川尚子写真集 1996―1998』DU BOOKS、ISBN 978-4925064767 [53][54]
- 2015年12月 『味の形 迫川尚子インタビュー』ferment books ISBN 978-4990863708[55]